# Lithodoras dorsalis
Lithodoras dorsalis — єдиний вид роду Lithodoras родини Бронякові ряду сомоподібних. Наукова назва походить від грецьких слів lithos, тобто «камінь», та dora — «шкіра».

## Опис
Загальна довжина досягає 1 м за ваги 15 кг. Голова помірно велика, морда дещо загострена. Очі маленькі. Біля рота є 3 пари вусиків. Нижня щелепа менша за верхню. Тулуб кремезний, витягнутий, майже повністю всіяний кістковими пластинками на кшталт бляшок. Спинний плавець високий, доволі великий, з 1 колючим та 6 м'якими променями. Грудні плавці широкі. Черевні плавці значно поступаються останнім. Анальний плавець помірно великий, довгий, з 13-14 м'якими променями. Хвіст великий, зубчастий.
Забарвлення голови та спини синювато-коричневе, боки та черево значно світліші — з червонуватим відтінком.

## Спосіб життя
Є демерсальною рибою. Надає перевагу затопленим ділянкам лісу, де живиться фруктами, що впали у воду, та листям макрофітів. Є розповсюджувачем насіння. У період посухи йде в річки на глибину.
Розмноження відбувається раз на рік. Народжені мальки тримаються переважно в естуаріях.
Є об'єктом місцевого рибальства.

## Розповсюдження
Мешкає в басейні річки Амазонка, на його бразильській ділянці. Молодь даного виду помічена великими зграями в гирлі Амазонки, біля містечка Маріо. Також зустрічається в річках біля Кайєнни (Французька Гвіана).